# Denis Menchov

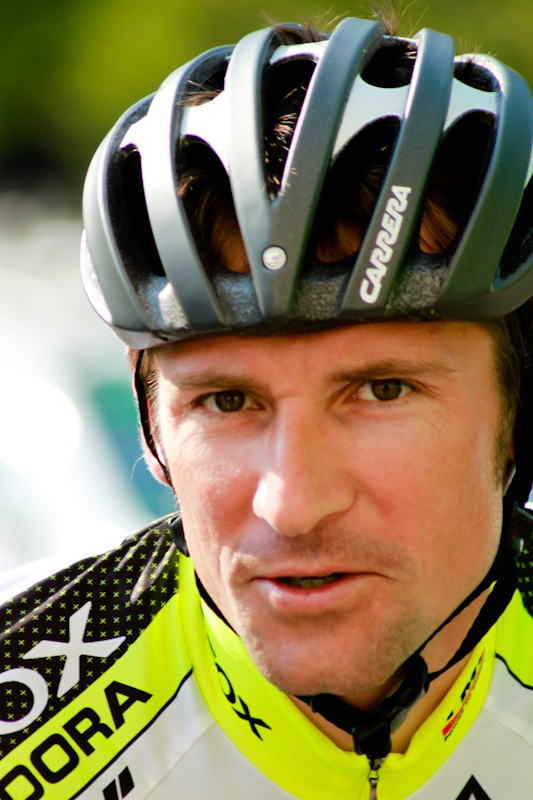
Denis Menchov no Tour de Romandie em 2011.

Denis Nikolayevich Menchov (em russo:  Денис Николаевич Меньшов) (n. em 25 de janeiro, 1978 em Oriol) é um ciclista russo que participa em competições de ciclismo de estrada e corre atualmente pela equipe Rabobankequipa também de Oscar Freire.
Em 2005 terminou em segundo lugar na Vuelta a España, no entanto foi declarado vencedor após a desclassificação de Roberto Heras por doping. Repetiu a vitória na edição de 2007 da Vuelta a España.
Em 2009 sagrou-se campeão da 92º edição do Giro d'Italia com 41 segundos de vantagem para Danilo Di Luca, mesmo após uma queda na última etapa, em Roma.
Também possui entre os seus triunfos a vitória da 11º (décima primeira) etapa do Tour de France de 2006, uma das mais difíceis desta edição. No ano de 2010, subiu ao pódio no Tour de France, ficando em 3ºLugar, atrás de Andy Shleck e do vencedor Alberto Contador.